# Marko Grujić
Marko Grujić, född 13 april 1996 i Belgrad, FR Jugoslavien (nuvarande Serbien), är en serbisk fotbollsspelare (mittfältare) som spelar för Porto.

## Klubbkarriär
Grujić började spela fotboll som sjuåring i FK Bulbulderac. Som nioåring gick han till Röda stjärnan Belgrads ungdomslag. Grujić debuterade för A-laget i Serbiska superligan den 26 maj 2013 i en 0–3-förlust mot Vojvodina. Under säsongen 2013/2014 blev Röda stjärnan Belgrad ligamästare, dock blev det ingen speltid för Grujić under säsongen.
Mellan september och november 2014 var Grujić utlånad till FK Kolubara, där han gjorde två mål på fem ligamatcher. Grujić spelade även nio ligamatcher för Röda stjärnan Belgrad under säsongen 2014/2015. I maj 2015 förlängde han sitt kontrakt i klubben med tre år. Följande säsong blev Grujić en ordinarie startspelare och spelade 21 matcher samt gjorde fem mål under första halvan av säsongen.
I januari 2016 värvades Grujić av Liverpool, men återvände direkt till Röda stjärnan Belgrad på ett låneavtal över resten av säsongen 2015/2016. Grujić spelade då ytterligare åtta ligamatcher samt gjorde ett mål och hjälpte Röda stjärnan Belgrad att bli ligamästare.
Den 20 augusti 2016 debuterade Grujić i Premier League i en 0–2-förlust mot Burnley, där han blev inbytt i den 78:e minuten mot Adam Lallana. Grujić spelade totalt fem ligamatcher samt tre matcher i Ligacupen under säsongen 2016/2017. Under den första halvan av säsongen 2017/2018 spelade Grujić endast tre ligamatcher, och i januari 2018 lånades han ut till Championship-klubben Cardiff City. Grujić spelade 13 ligamatcher samt gjorde ett mål och hjälpte Cardiff att bli uppflyttade till Premier League under säsongen 2017/2018.
I augusti 2018 förlängde Grujić sitt kontrakt i Liverpool och blev samtidigt utlånad till Hertha Berlin på ett säsongslån. Grujić debuterade i Bundesliga den 25 augusti 2018 i en 1–0-vinst över 1. FC Nürnberg, där han blev inbytt i den 88:e minuten mot Vedad Ibišević. Den 8 december 2018 gjorde Grujić sitt första mål i en 1–0-vinst över Eintracht Frankfurt. Han spelade totalt 22 ligamatcher och gjorde fem mål under säsongen 2018/2019. Inför säsongen 2019/2020 förlängdes Grujić låneavtal i Hertha Berlin med ytterligare en säsong.
Den 6 oktober 2020 lånades Grujić ut till Porto på ett låneavtal över säsongen 2020/2021. Det blev därefter en permanent övergång till klubben för Grujić.

## Landslagskarriär

### Ungdomslandslag
Grujić var en del av Serbiens U20-landslag som tog guld vid U20-VM 2015 i Nya Zeeland.
I maj 2017 blev Grujić uttagen i U21-landslaget till U21-EM 2017 i Polen. Serbien blev utslagna i gruppspelet efter två förluster och en oavgjord match. Grujić spelade från start i de två första matcherna mot Portugal och Makedonien. Grujić missade den sista gruppspelsmatchen mot Spanien, då han var avstängd efter att fått för många gula kort under turneringen.

### Seniorlandslag
Grujić debuterade för Serbiens A-landslag den 25 maj 2016 i en 2–1-vinst över Cypern, där han blev inbytt i halvlek mot Nemanja Matić. Grujić blev uttagen i Serbiens trupp till fotbolls-VM 2018, där han dock inte fick någon speltid. I november 2022 blev Grujić uttagen i Serbiens trupp till VM 2022.

## Meriter
Röda stjärnan Belgrad
- Serbiska superligan: 2015/2016

Serbien U20
- U20-världsmästerskapet: 2015